# 무명 (드라마)
《무명》은 1982년 2월 20일에 방영된 TV문학관이다. 이광수가 지은 동명의 소설을 원작으로 하여 제작되었다.

## 출연
- 김흥기
- 박근형
- 이치우
- 주현
- 이종만
- 김성겸
- 정래협
- 안성호
- 맹호림
- 박시영
- 이계영
- 박태서
- 곽정희
- 최선자
- 이주실
- 이기선